# Jon Voight
Jonathan Vicent «Jon» Voight (Yonkers, Nueva York, 29 de diciembre de 1938) es un actor estadounidense. Consiguió dar el salto a la fama interpretando al vaquero Joe Buck en Midnight Cowboy (1969), junto a Dustin Hoffman, actuación que lo llevó a ser nominado por primera vez al Óscar al mejor actor. Fue designado por Donald Trump como su enviado presidencial en Hollywood en 2025.
Durante la década de 1970 trabajó bajo las órdenes de grandes directores como Mike Nichols, John Boorman (Deliverance), Martin Ritt (Conrack), Franco Zeffirelli (El campeón) y Hal Ashby (Coming Home) entre las Odessa (1974), Coming Home (1977) —por la que ganó un Óscar— o El campeón (1979). Es el padre de la actriz Angelina Jolie y del actor James Haven.

## Biografía

### Primeros años
Jonathan Vicent Voight nació el 29 de diciembre de 1938 en Yonkers (Nueva York), es hijo del jugador profesional de golf Elmer Voight, cuyo apellido original era Voytka, y de Bárbara Voight, ambos de ascendencia alemana y eslovaca. Jon Voight tiene dos hermanos: el profesor de geología Barry Voight y el músico y compositor Chip Taylor. Los abuelos paternos de Voight era inmigrantes eslovacos, mientras que sus abuelos maternos era inmigrantes alemanes. El activista político Joseph P. Kamp era tío abuelo por parte de madre.
Estudió en Archbishop Stepinac High School (White Plains, Nueva York), donde se graduó en 1956, para realizar sus estudios universitarios a continuación en la Universidad Católica de América (Washington) donde obtuvo el título de Bachelor of Arts en 1960. 

## Carrera

### 1960-1968: Inicio en la interpretación
Después de la titulación, Voight se trasladó a Nueva York para iniciar su carrera como actor. Se graduó en el Neighborhood Playhouse School of the Theatre, donde tuvo a profesores como Sanford Meisner.
Encontró un papel reemplazando a uno de los actores del musical The Sound of Music, donde conoció a la que sería su futura mujer y con la que se casaría en 1962, la también actriz Lauri Peters. Entre 1963 y 1969 participó en series de televisión como Gunsmoke (1963-1968), Naked City y The Defenders (ambas de 1963), Twelve O'Clock High (1966) y Cimarron Strip (1968). En teatro, su carrera tomó cierto vuelo con su participación en enero de 1965 en la obra A View from the Bridge en el Off-Broadway.
Pero su debut en el cine no llegó hasta 1967, cuando protagonizó la película de Philip Kaufman El intrépido Frank (Fearless Frank). También tuvo un pequeño papel en el western de 1967 La hora de las pistolas (Hour of the Gun), dirigida por el veterano director John Sturges.

### 1969-1979: Salto a la fama y años dorados
Consiguió dar el salto a la fama interpretando al vaquero Joe Buck en Midnight Cowboy (1969), junto a Dustin Hoffman. Voight encarnaba a Joe Buck, un gigoló naif de Texas, que se establece en Nueva York para cumplir su sueño. Allí encuentra a Ratso Rizzo (Dustin Hoffman), un ladronzuelo y artista con tuberculosis, que le ayuda a moverse por la ciudad. La película explora la Nueva York de finales de la década de 1960 y el desarrollo de una amistad improbable pero conmovedora entre los dos personajes principales. Dirigida por John Schlesinger y basada en la novela de James Leo Herlihy, la película tocó la fibra sensible de la crítica y el público. Debido a sus temas controvertidos, la película se estrenó con clasificación X y haría historia al ser la única película con clasificación X en ganar el Óscar a la mejor Película. Por su parte, Voight y Hoffman fueron nominados al Óscar al mejor actor. Ese mismo volvió a participar en un largometraje de la mano de Paul Williams en Out of It.

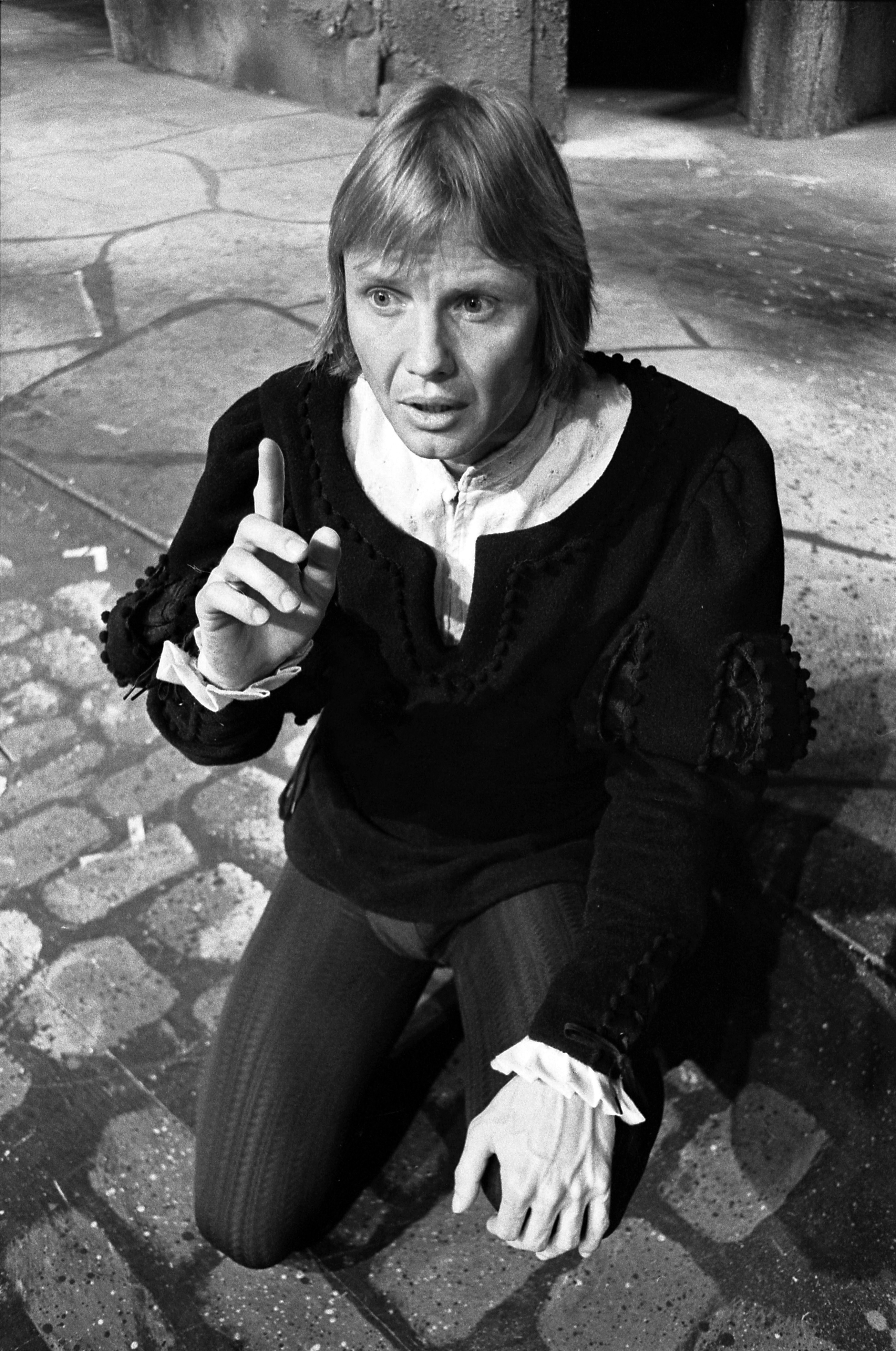
Voight interpretando a Hamlet (1976).

A partir de esta aparición, Voight comienza a ser un habitual en grandes proyectos cinematográficos. Así, aparece en Catch-22 de Mike Nichols y vuelve a subirse a un proyecto de Paul Williams para protagonizar The Revolutionary como un estudiante universitario de izquierda que lucha con su conciencia.
A continuación, Voight protagonizó Deliverance en 1972. Dirigida por John Boorman, a partir de un guion que James Dickey había adaptado de su propia novela homónima, cuenta la historia de un viaje en canoa a una América salvaje y apartada. Tanto la película como las actuaciones de Voight y su coprotagonista Burt Reynolds recibieron grandes elogios de la crítica y funcionó muy bien en taquilla.
Aparte del cine, a Voight también se le pudo ver en el teatro en el Studio Arena Theater en Buffalo (Nueva York) en el clásico de Tennessee Williams Un tranvía llamado deseo entre 1973 y 1974 en el papel de Stanley Kowalski. 
Voight volvió a la gran pantalla en 1974 con el film Conrack dirigida por Martin Ritt. Basada en la novela autobiográfica de Pat Conroy The Water Is Wide, Voight interpretaba a un joven e idealista maestro de escuela que es trasladado a una pequeña isla de Carolina de Sur para dar clases a un grupo de niños negros. Ese mismo año trabajó en la película Odessa basado en la novela "The Odessa File" de Frederick Forsyth. Allí interpreta a Peter Miller, un periodista alemán que descubre una conspiración para proteger a los ex nazis que aún operan en Alemania. Esta película lo unió por primera vez con el actor y director Maximilian Schell, que interpretó un personaje inspirado en el "Carnicero de Riga" Eduard Roschmann. 
Voight fue la primera opción de Steven Spielberg para hacer el papel de Matt Hooper para su película Tiburón, pero declinó la oferta y el papel cayó en manos de Richard Dreyfuss.
En 1978, Voight aceptaría el papel de Luke Martin en el film de Hal Ashby El regreso (Coming Home) junto a Jane Fonda. La crítica aplaudió el retrato de un parapléjico cínico pero noble, supuestamente basado en el veterano de Vietnam convertido en activista pacifista Ron Kovic. La película incluía una muy comentada escena de amor entre los dos. Este interpretación fue galardonado con el Gran Premio del Jurado del Festival de Cannes, el Globo de Oro al mejor actor - Drama y el Óscar el mejor actor.
En 1979, Voight se puso los guantes de boxeo una vez más para protagonizar la adaptación de Wallace Beery y Jackie Cooper de 1931 Campeón (The Champ). Allí Voight interpreta a un ex-peso pesado alcohólico y un joven Ricky Schroder interpreta a su adorado hijo. La película fue un éxito internacional, aunque no tan popular entre el público estadounidense.

### Años 1980: Menos actividad y menos éxito

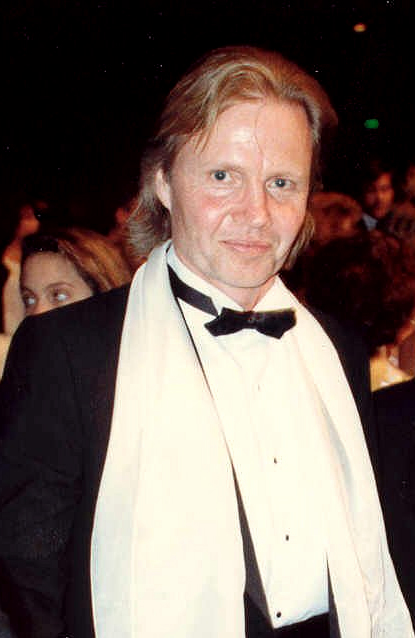
Voight en la Gala de los Óscars de abril de 1988

Su siguiente proyecto fue la película de Hal Ashby Intento de fuga (Lookin' to Get Out) de 1982, que también produce y coescribe con el director. Allí encarna a Alex Kovac, un estafador que se ha endeudado con mafiosos de Nueva York y espera ganar lo suficiente en Las Vegas para pagarles. También produjo y actuó en Mesa para cinco (Table For Five) en la que interpreta a un viudo que trae a la cita a su hijo.
También en 1983, Voight iba a interpretar a Robert Harmon en Love Streams, ganadora del Oso de Oro de John Cassavetes, después de haber realizado ese mismo papel en el teatro en 1981. Sin embargo, unas pocas semanas antes de comenzar el rodaje, Voight anunció que también quería dirigir la película y, en consecuencia, fue despedido.
En 1985, Voight escribió junto al escritor y director Andrei Konchalovsky el guion de la película Tren al infierno (Runaway Train), que él mismo protagonizó junto a Eric Roberts. El guion estaba basado en una idea original de Akira Kurosawa. Voight recibiría una nueva nominación a la de mejor actor de los Óscar y su tercer premio al Globo de Oro al mejor actor dramático.
Voight siguió con un papel en la película de 1986 Desert Bloom, y supuestamente experimentó un "despertar espiritual" hacia el final de la década. En 1989, Voight protagonizó y ayudó a escribir Eternity, que trataba los esfuerzos de un reportero de televisión para descubrir la corrupción.

### Años 1990: Más trabajo en papeles secundarios
La década de 1990 comenzó con su debut en un telefilm: Chernobyl: The Final Warning (1991) al que siguió The Last of his Tribe de 1992. Ese mismo año, estuvo en el reparto de The Rainbow Warrior para ABC, donde se cuenta la historia del histórico barco de Greenpeace hundido por las fuerzas francesas en el Puerto de Waitemata. el resto de la década, Voight alternaría entre largometrajes y películas para televisión, incluida el papel protagonista de la miniserie de 1993 Return to Lonesome Dove, secuela de la saga de western de Larry McMurtry de 1989 Lonesome Dove. Voight hizo un cameo de sí mismo en un episodio de Seinfeld estrenado el 17 de noviembre de 1994, en el que George Costanza compra un coche cuyo propietario es el propio Jon Voight. Voight describe el proceso previo al episodio en una entrevista en la alfombra roja de los premios BAFTA Emmy 2006:

Bueno, lo que pasó fue que me pidieron que apareciera en Seinfeld. Dijeron: "¿Harías un Seinfeld?" Y dije, y casualmente vi algunos capítulos y supe que estos tipos eran realmente geniales. Eran tipos realmente inteligentes y me gustó el reto. Y entonces dije "¡Claro!" y pensé que me pedirían que hiciera un walk-on: "¿Vendrías a ser parte del espectáculo?" Y dije: "Sí, seguro que lo haré". Luego recibí el guión y mi nombre estaba en cada página porque se trataba de mi coche. Y me reí; fue histéricamente divertido. Así que estuve realmente encantado de hacerlo. El escritor se acercó a mí y me dijo: "Jon, ¿vendrías a ver mi auto para ver si alguna vez fue tuyo?", porque el escritor lo escribió a partir de una experiencia real en la que alguien le vendió el auto basándose en el hecho de que que era mi auto. Y bajé y miré el auto y dije: "No, nunca tendría este auto". Lamentablemente tuve que darle la mala noticia. Pero fue un episodio divertido.

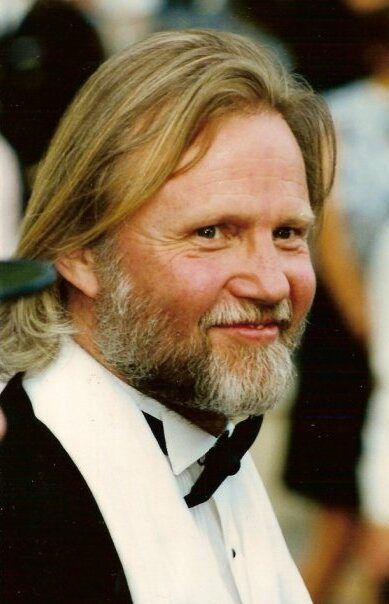
Voight en el Festival de Cine de Cannes de 1993.

La década tuvo aciertos y altibajos en su carrera profesional. Trabajo en la aclamada Heat (1995) junto a Al Pacino y Robert De Niro. Luego vendría el éxito taquillero y de crítica con el papel del siniestro agente, Jim Phelphs en una de las mejores películas del año Misión: Imposible (1996), junto a Tom Cruise. 
En 1997, Voight aparecería en seis películas, comenzando por Rosewood, basada en la destrucción de la sobre la destrucción en 1923 de la ciudad principalmente negra de Rosewood, Florida, por los residentes blancos de la cercana Sumner. Voight interpretó a John Wright, un dueño de una tienda de Rosewood blanco que sigue su conciencia y protege a sus clientes negros de la ira blanca. Luego apareció en Anaconda, ambientada en el Amazonas y donde encarna a Paul Sarone, un cazador de serpientes obsesionado con una legendaria anaconda gigante, que secuestra a un equipo de filmación involuntario de National Geographic que está buscando una remota tribu india. Por esta interpretación, sería candidato al Premio Golden Raspberry (conocido como Premio Razzie) al peor actor. Posteriormente, y aún en 1997, tendría papeles secundarios en Giro al infierno de Oliver Stone y The Rainmaker de Francis Ford Coppola. Por este papel, recibió ese año el premio Globo de Oro al mejor actor secundario de cine. Su última película de 1997 fue Boys Will Be Boys, una comedia familiar dirigida por Dom DeLuise.
Al siguiente año, Voight tuvo el papel protagonista en el telefilm The Fixer, en el que interpreta el papel de Jack Killoran, un abogado que cruza líneas éticas para "arreglar" las cosas para sus clientes adinerados. Un accidente casi fatal despierta su conciencia dormida y Killoran pronto entra en conflicto con sus antiguos clientes. También tuvo un papel importante en el thriller de Tony Scott Enemigo público (Enemy of the State) en el que encarna al antagonista de Will Smith. También tuvo tiempo de reunirse con Boorman para trabajar en The General. Situado en Dublín, la película explica la auténtica historia del carismático líder de la banda de ladrones Martin Cahill, en desacuerdo tanto con la policía como con el IRA Provisional. Voight interpreta al inspector Ned Kenny, que está decidido a llevar a Cahill ante la justicia.
Sus últimas apariciones en esta década acaban con Juego de campeones (Varsity Blues) (1999), donde interpreta a un entrenador de fútbol contundente y autocrático enfrentado a su jugador estrella y que se convirtió en un éxito sorpresa ayudando a conectar a Voight con una audiencia más joven. A este la siguió la miniserie El arca de Noé (Noah's Ark) y Second String, ambas para televisión. También apareció junto a Cheryl Ladd en El perro de Flandes (A Dog of Flanders), remake del popular film belga del mismo nombre.

### Década de los 2000: Trabajo incesante
Voight comienza el milenio sin parar de trabajar, sobre todo en roles más secundarios. Así lo podemos ver como el presidente Franklin D. Roosevelt en la película de 2001 Pearl Harbor, un papel que había rechazado previamente Gene Hackman y que fue muy bien recibido por la crítica. También ese año, encarna a Lord Croft, padre de la protagonista Lara Croft: Tomb Raider, historia basada en un popular videojuego. Esta es la primera vez que coincide en una película con su hija Angelina Jolie. Ese mismo año aparece en Zoolander, dirigida por Ben Stiller como padre del supermodelo protagonista, un rudo minero.
Aún en 2001, Voight se une al elenco formado por Leelee Sobieski, Hank Azaria y David Schwimmer para trabajar en el telefilm Uprising, basado en el levantamiento del gueto de Varsovia. Voight interpretó al general de división Juergen Stroop, el oficial alemán responsable de la destrucción de la resistencia judía y recibió una nominación a los premios Emmy en el apartado de mejor actor de reparto - Miniserie o telefilme. También el director Michael Mann le eligió para el biopic de 2001 Ali. Voight estaba casi irreconocible bajo su maquillaje y tupé, mientras se hacía pasar por el locutor deportivo Howard Cosell. Voight recibió su cuarta nominación al Premio de la Academia, esta vez como Mejor Actor de Reparto, por su actuación.

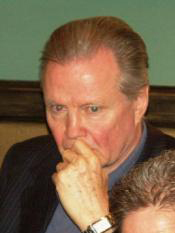
Voight en 2006.

En 2003, aceptó el papel de Marion Seville/Mr. Sir en La maldición de los hoyos (Holes). En 2004, Voight acompañó a Nicolas Cage en La búsqueda (National Treasure) como Patrick Gates, padre del personaje interpretado por Cage y un año después, encarnó a Juan Pablo II en el biopic en formato de miniserie de CBS. En 2006, siguió trabajando como en el entrenador Adolph Rupp en el éxito de Disney Camino a la gloria (Glory Road) y también fue el Secretario de Defensa John Keller en la taquillera Transformers. También en 2007, Voight reemprendió su papel de Patrick Gates en la secuela de La búsqueda: El diario secreto (National Treasure: Book of Secrets) a la vez que puso la voz a un personaje de la película animada Bratz.
En 2009, Voight encarnaba a Jonas Hodges, el antagonista de la séptima temporada de la serie de Fox 24, un papel que muchos críticos argumentan que está basado en las personas reales de Alfried Krupp, Johann Rall y Erik Prince. Voight interpreta al director ejecutivo de una compañía militar privada ficticia con sede en el norte de Virginia llamada Starkwood, que tiene cierto parecido con Academi y ThyssenKrupp. Voight hizo su primera aparición en el episodio precuela de dos horas 24: Redemption el 23 de noviembre. A partir de ahí, apareció en 10 episodios de la séptima temporada. Junto a Dennis Haysbert, son los dos únicos actores que han aparecido acreditados como "Special Guest Appearance" en la serie. Ese mismo año Voight puso la voz en la producción en audio de la producción bíblica en audio de Thomas Nelson conocida como The Word of Promise. Aparte de Voight, también aparecen las voces de Jim Caviezel, Louis Gossett Jr., John Rhys-Davies, Luke Perry, Gary Sinise, Jason Alexander, Christopher McDonald, Marisa Tomei o John Schneider. En esta dramatización sonora, Voight interpretó a Abraham.

### 2010-...: Últimas interpretaciones

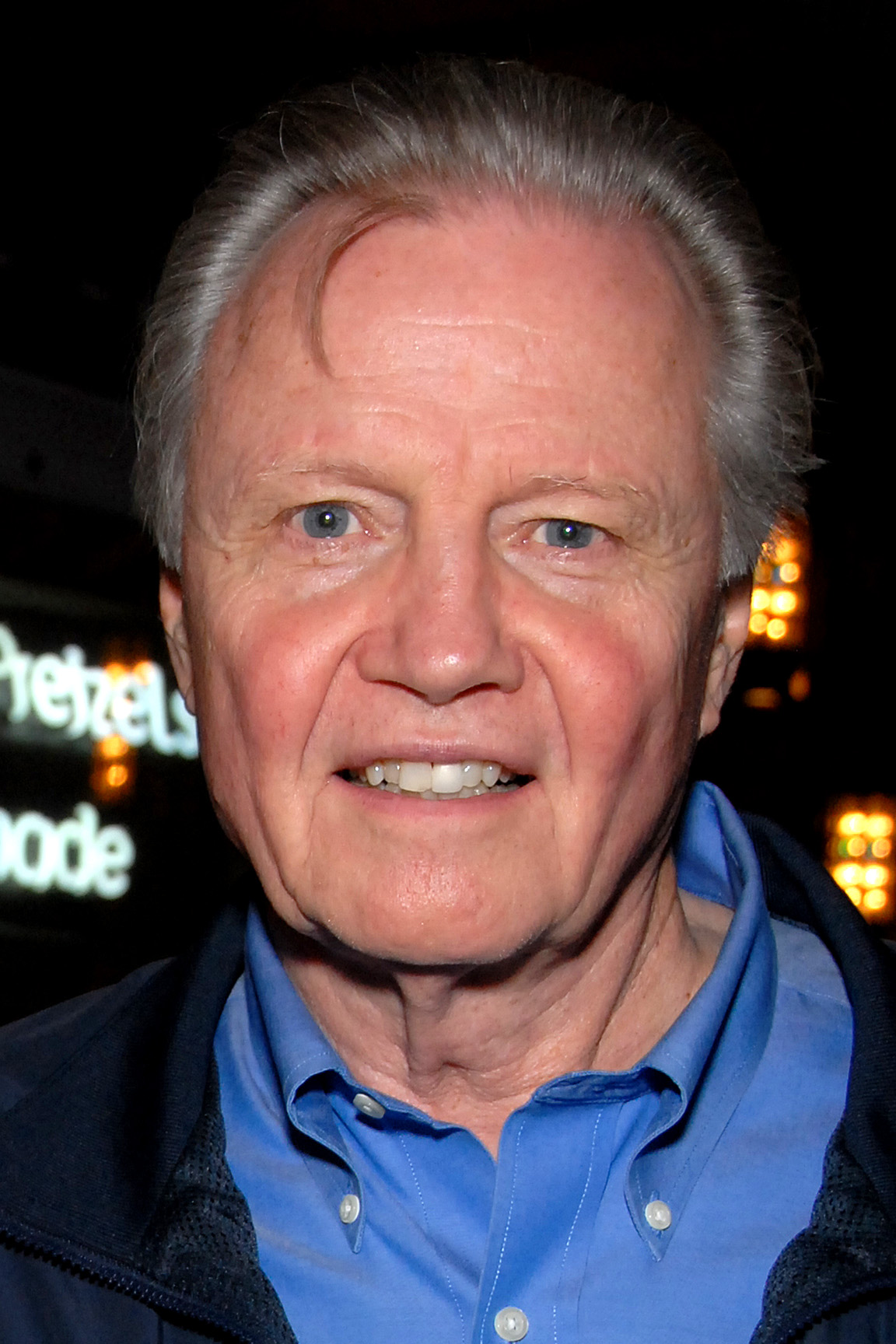
Voight en junio de 2011

En 2013, Voight hizo una aparición en la serie Ray Donovan como Mickey Donovan, el padre conspirador del personaje principal. Una interpretación muy alabada por el público y que le valió el Globo de Oro al mejor actor de reparto de serie, miniserie o telefilme.
En 2022, Voight entró en el reparto de Megalopolis, dirigida por Francis Ford Coppola.

## Vida privada

### Relaciones y matrimonios
En 1962 se casó con la actriz Lauri Peters, que se conocieron cuando ambos participaban en la versión de Broadway de The Sound of Music y se divorciaron en 1967. En 1971 se casó con la modelo y actriz Marcheline Bertrand, y se separaron en 1976 y se divorciaron en 1980. Sus hijos fueron James Haven (1973) y Angelina Jolie (1975), que se dedicaron al negocio del cine tanto como actores como productores.
Voight nunca se ha vuelto a casar en los más de 45 años transcurridos desde que se separó de su segunda esposa.
Pero ha tenido relaciones sentimentales con Linda Morand, Stacey Pickren, Rebecca De Mornay, Eileen Davidson, Barbra Streisand, Nastassja Kinski o Diana Ross.

### Afinidades políticas

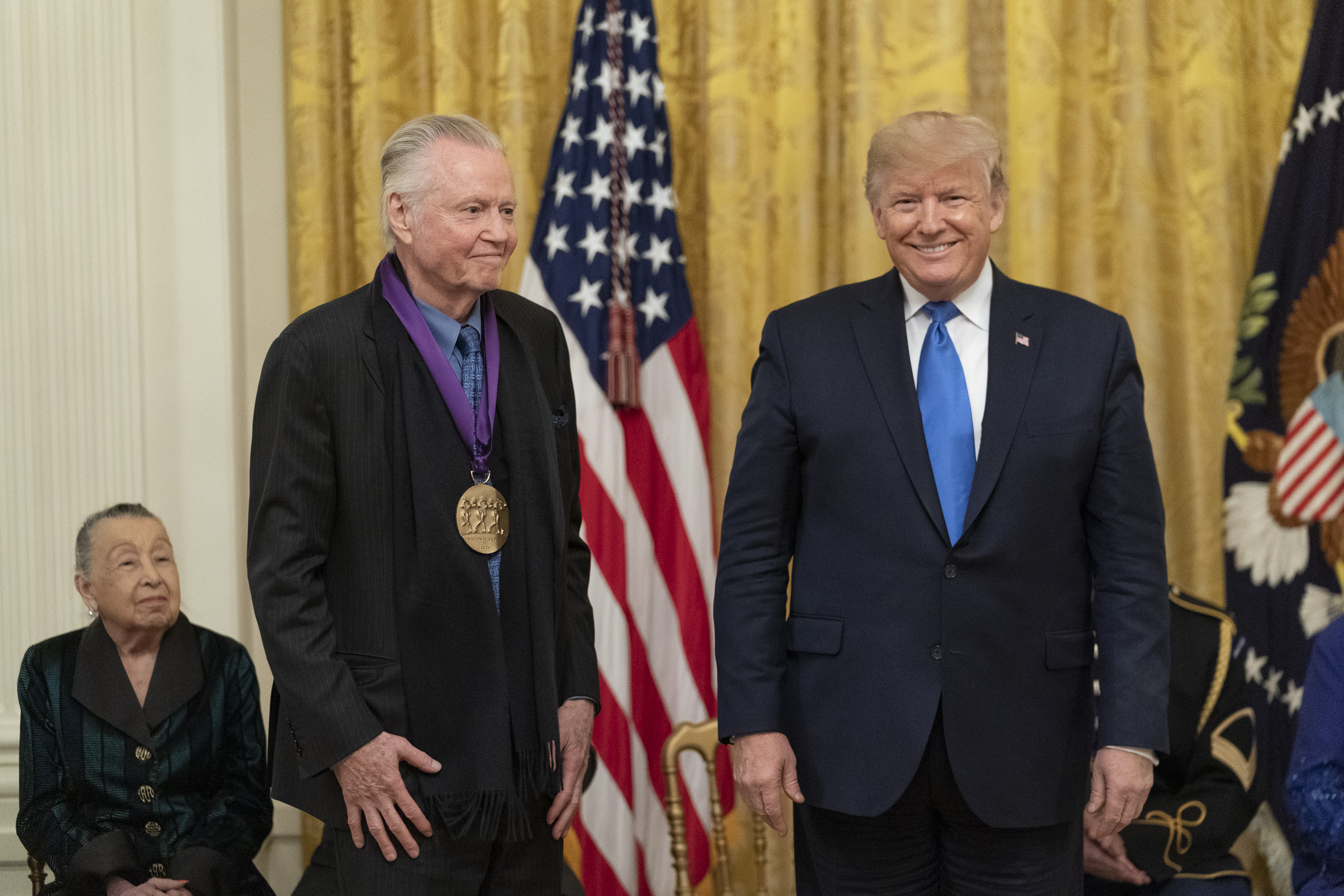
Voight junto al presidente Donald Trump en 2019 después de recibir la Medalla Nacional de las Artes

En sus primeros años, la posición política de Voight con el visiones liberales y apoyó al Presidente John F. Kennedy, describiendo el asesinato del presidente como un trauma que conmocionó a toda una nación durante muchos años. También trabajó para el voluntariado de registro de votantes de George McGovern en el centro de las ciudades de Los Ángeles. También fue muy activo en las protestas en contra de la Guerra de Vietnam. En la década de los 70, hizo sus apariciones junto a Jane Fonda y Leonard Bernstein en apoyo del partido izquierdista Unidad Popular de Chile después de su derrocamiento a cargo del general Augusto Pinochet.
Pero sus opiniones políticas cambiaron radicalmente en el sigo XXI. Ya el 28 de julio de 2008, escribió en The Washington Times, que renegaba de su activismo antibelicista de juventud y criticó que el movimiento por la paz de esa época hubiera sido impulsado por la "propaganda marxista". También afirmó que los radicales de los pacifistas fueron los responsables de que los comunistas llegaran al poder en Vietnam y Camboya y de no detener la posterior matanza de 1,5 millones de personas en los campos de la Muerte de los Jemeres Rojos.
En ese mismo artículo de opinión del Times, Voight también criticó al Partido Demócrata y la candidatura de Barack Obama afirmando que los demócratas habían creado "una campaña de propaganda con mensajes subliminales, creando una figura divina (Obama)" que "desmoralizaría a este país y ayudaría a crear un Estados Unidos socialista." Criticaba que Obama había crecido con el adoctrinamiento de personas blancas y negras muy enojadas y militantes a su alrededor.
Voight se comprometió en las candidaturas de los republicanos Mitt Romney y Donald Trump en las elecciones presidenciales de 2012 y 2016 respectivamente. De hecho, en la toma de posesión del Trump en enero de 2017, Voight fue uno de los pocos artistas invitados y dijo "Dios ha respondido a nuestra plegarias". En mayo de 2019, Voight publicó un breve vídeo de dos partes en Twitter apoyando las políticas de Trump y llamándolo "el mejor presidente desde Abraham Lincoln."
En noviembre de 2020, después de las elecciones presidenciales, Voight emitió un comunicado a través de su cuenta de Twitter, en el que afirmó estar muy enojado porque Joe Biden había ganado las elecciones. Además, dio a entender que Biden había cometido fraude electoral y proclamó que Estados Unidos estaba involucrado en "una lucha más que grande desde la Guerra Civil – la batalla de la justicia contra Satanás, porque estos izquierdistas son malvados, corruptos y quieren derribar esta nación". Terminó la declaración pidiendo a sus seguidores que no permitan que el las elecciones presidenciales de 2020 fueran certificadas sin intentar asegurarse primero de que fuera exacta. Después del asalto al Capitolio de enero de 2021, Voight lanzó un vídeo más en su cuenta de Twitter para sus seguidores pidiéndoles que dejaran de protestar.
En 2022, tras la masacre de la Escuela Primaria Robb de Uvalde, Voight publicó un vídeo en apoyo del control de armas, argumentando que las "calificaciones adecuadas" y "Las pruebas" deberían ser necesarias para la posesión de armas.
En noviembre de 2023, Voight expresó su decepción ante las declaraciones de su hija Angelina Jolie sobre la Guerra de Gaza diciendo que está mal informada. Mientras Jolie pidió un alto el fuego, Voight defendió el derecho de Israel a proteger a su pueblo y enfatizó la importancia del conflicto para preservar la Tierra Santa y la historia de los judíos.

## Filmografía

### Como actor

#### Películas
| Año  | Título en español                               | Título original                          | Personaje                       | Director                    |
| ---- | ----------------------------------------------- | ---------------------------------------- | ------------------------------- | --------------------------- |
| 1967 | El intrépido Frank                              | Fearless Frank                           | Frank                           | Philip Kaufman              |
| 1967 | La hora de las pistolas                         | Hour of the Gun                          | Curly Bill Brocius              | John Sturges                |
| 1969 | Cowboy de medianoche                            | Midnight Cowboy                          | Joe Buck                        | John Schlesinger            |
| 1969 | Out of It                                       | Out of It                                | Russ                            | Paul Williams               |
| 1970 | Catch-22                                        | Catch-22                                 | 1.er Teniente Milo Minderbinder | Mike Nichols                |
| 1970 | The Revolutionary                               | The Revolutionary                        | A                               | Paul Williams               |
| 1972 | Defensa                                         | Deliverance                              | Ed Gentry                       | John Boorman                |
| 1973 | The All-American Boy                            | The All-American Boy                     | Vic Bealer                      | Charles Eastman             |
| 1974 | Odessa                                          | Odessa                                   | Peter Miller                    | Ronald Neame                |
| 1974 | Conrack                                         | Conrack                                  | Pat Conroy                      | Martin Ritt                 |
| 1975 | El puente sobre Estambul                        | Der Richter und sein Henker              | Walter Tschanz                  | Maximilian Schell           |
| 1978 | El regreso                                      | Coming Home                              | Luke Martin                     | Hal Ashby                   |
| 1979 | Campeón                                         | The Champ                                | Billy                           | Franco Zeffirelli           |
| 1982 | Intento de fuga                                 | Lookin' to Get Out                       | Alex Kovac                      | Hal Ashby                   |
| 1983 | Mesa para cinco                                 | Table For Five                           | J.P. Tannen                     | Robert Lieberman            |
| 1985 | El tren del infierno                            | Runaway Train                            | Oscar "Manny" Manheim           | Andréi Konchalovski         |
| 1986 | Flor del desierto                               | Desert Bloom                             | Jack Chismore                   | Eugene Corr                 |
| 1990 | Eternity                                        | Eternity                                 | Vic Bealer                      | Charles Eastman             |
| 1991 | Chernobyl, el principio del fin (TV)            | Chernobyl: The Final Warning             | Dr. Robert Gale                 | Anthony Page                |
| 1992 | El último de su tribu (TV)                      | The Last of His Tribe                    | Profesor Alfred Kroeber         | Harry Hook                  |
| 1993 | Objetivo: Greenpeace (TV)                       | The Rainbow Warrior                      | Peter Willcox                   | Michael Tuchner             |
| 1995 | Heat                                            | Heat                                     | Nate                            | Michael Mann                |
| 1995 | Soldado de plomo (TV)                           | Tin Soldier                              | Yarik                           | Jon Voight y Gregory Gieras |
| 1995 | Cowboy entre rejas (TV)                         | Convict Cowboy                           | Ry Weston                       | Rod Holcomb                 |
| 1996 | Misión: Imposible                               | Mission: Impossible                      | James Phelps                    | Brian De Palma              |
| 1997 | Legítima defensa                                | The Rainmaker                            | Leo F. Drummond                 | Francis Ford Coppola        |
| 1997 | Rosewood                                        | Rosewood                                 | John Wright                     | John Singleton              |
| 1997 | Anaconda                                        | Anaconda                                 | Paul Sarone                     | Luis Llosa                  |
| 1997 | Giro al infierno                                | U Turn                                   | Hombre ciego                    | Oliver Stone                |
| 1997 | Se busca                                        | Most Wanted                              | Casey - Woodward                | David Hogan                 |
| 1998 | Enemigo público                                 | Enemy of the State                       | Thomas Brian Reynolds           | Tony Scott                  |
| 1998 | The General                                     | The General                              | Ned Kenny                       | John Boorman                |
| 1998 | El mediador (película TV)                       | The Fixer                                | Jack Killoran                   | Charles Robert Carner       |
| 1999 | Juego de campeones                              | Varsity Blues                            | Entrenador Bud Kilmer           | Brian Robbins               |
| 1999 | El arca de Noé (TV)                             | Noah's Ark                               | Noe                             | John Irvin                  |
| 1999 | Dos niños y un ladrón                           | Boys Will Be Boys                        | Teniente Palladino              | Dom DeLuise                 |
| 1999 | El perro de Flandes                             | A Dog of Flanders                        | Michel                          | Kevin Brodie                |
| 2001 | Pearl Harbor                                    | Pearl Harbor                             | Franklin Delano Roosevelt       | Michael Bay                 |
| 2001 | Zoolander                                       | Zoolander                                | Larry Zoolander                 | Ben Stiller                 |
| 2001 | Lara Croft: Tomb Raider                         | Lara Croft: Tomb Raider                  | Lord Richard Croft              | Simon West                  |
| 2001 | Rebelión en Polonia - Sublevación en el gueto   | Uprising                                 | General Jürgen Stroop           | Jon Avnet                   |
| 2001 | Ali                                             | Ali                                      | Howard Cosell                   | Michael Mann                |
| 2002 | Del banquillo a la super bowl (TV)              | Second String                            | Entrenador Chuck Dichter        | Robert Lieberman            |
| 2003 | La maldición de los hoyos                       | Holes                                    | Mr. Sir                         | Andrew Davis                |
| 2003 | Jasper, Texas                                   | Jasper, Texas                            | Billy Rowles                    | Jeffrey W. Byrd             |
| 2004 | Las cinco personas que conoces en el cielo (TV) | The Five People You Meet in Heaven       | Eddie                           | Lloyd Kramer                |
| 2004 | La búsqueda                                     | National Treasure                        | Patrick Gates                   | Jon Turteltaub              |
| 2004 | Los superbabies                                 | Superbabies: Baby Geniuses 2             | Bill Biscane/Kane               | Bob Clark                   |
| 2004 | El mensajero del miedo                          | The Manchurian Candidate                 | Senador Thomas Jordan           | Jonathan Demme              |
| 2005 | Karate Dog                                      | Karate Dog                               | Hamilton Cage                   | Bob Clark                   |
| 2005 | Papa Juan Pablo II (TV)                         | Pope John Paul II                        | Juan Pablo II                   | John Kent Harrison          |
| 2006 | The Legend of Simon Conjurer                    | The Legend of Simon Conjurer             | Dr. Crazx                       | Q. Mark                     |
| 2006 | Camino a la gloria                              | Glory Road                               | Adolph Rupp                     | James Gartner               |
| 2007 | La búsqueda: El diario secreto                  | National Treasure: Book of Secrets       | Patrick Gates                   | Jon Turteltaub              |
| 2007 | Transformers                                    | Transformers                             | Secretario de defensa Keller    | Michael Bay                 |
| 2007 | September Dawn                                  | September Dawn                           | Jacob Samuelson                 | Christopher Cain            |
| 2007 | Bratz: La película                              | Bratz: The Movie                         | Director Dimly                  | Sean McNamara               |
| 2008 | Cuestión de honor                               | Pride and Glory                          | Francis Tierney Sr.             | Gavin O’ Connor             |
| 2008 | Tropic Thunder                                  | Tropic Thunder                           | Él mismo                        | Ben Stiller                 |
| 2008 | An American Carol                               | An American Carol                        | George Washington               | David Zucker                |
| 2008 | 24 Redemption (TV)                              | 24 Redemption (TV)                       | Jonas Hodges                    | Jon Cassar                  |
| 2008 | Como en casa en ningún sitio                    | Four Christmases                         | Creighton                       | Seth Gordon                 |
| 2013 | Getaway                                         | Getaway                                  | La Voz                          | Courtney Solomon            |
| 2013 | Dracula: The Dark Prince                        | Dracula: The Dark Prince                 | Leonardo Van Helsing            | James Gartner               |
| 2014 | Baby Geniuses and the Treasures of Egypt        | Baby Geniuses and the Treasures of Egypt | Moriarty                        | Sean McNamara               |
| 2015 | Woodlawn                                        | Woodlawn                                 | Paul Bryant                     | Andrew Erwin y Jon Erwin    |
| 2015 | A Christmas Eve Miracle                         | A Christmas Eve Miracle                  | Jerry the Dog (voz)             | R. Michael Givens           |
| 2015 | Court of Conscience                             | Court of Conscience                      | Padre Peter                     | James Haven                 |
| 2015 | Baby Geniuses and the Space Baby                | Baby Geniuses and the Space Baby         | Moriarty                        | Sean McNamara               |
| 2016 | Animales fantásticos y dónde encontrarlos       | Fantastic Beasts and Where to Find Them  | Richard Shaw                    | David Yates                 |
| 2016 | American Wrestler: Luchando por un sueño        | American Wrestler: The Wizard            | Principal Skinner               | Alex Ranarivelo             |
| 2016 | JL Ranch                                        | JL Ranch                                 | John                            | Charles Robert Carner       |
| 2017 | Uno tan diferente como yo                       | Same Kind of Different as Me             | Earl                            | Michael Carney              |
| 2018 | Surviving the Wild                              | Surviving the Wild                       | Gus                             | Patrick Alessandrin         |
| 2018 | Orphan Horse                                    | Orphan Horse                             | Ben Crowley                     | Sean McNamara               |
| 2019 | El grito silencioso. El caso Roe V. Wade        | Roe v. Wade                              | Justice Warren Burger           | Cathy Allyn y Nick Loeb     |
| 2020 | JL Family Ranch: The Wedding Gift (TV)          | JL Family Ranch: The Wedding Gift (TV)   | John Landsburg                  | Sean McNamara               |
| 2022 | Ray Donovan: The Movie (TV)                     | Ray Donovan: The Movie (TV)              | Mickey Donovan                  | David Hollander             |
| 2022 | Dangerous Game: The Legacy Murders              | Dangerous Game: The Legacy Murders       | Ellison Betts                   | Sean McNamara               |
| 2023 | Mercy                                           | Mercy                                    | Patrick Quinn                   | Tony Dean Smith             |
| 2024 | The Painter                                     | The Painter                              | Byrne                           | Kimani Ray Smith            |
| 2024 | Reagan                                          | Reagan                                   | Viktor Novikov                  | Sean McNamara               |

### Televisión
| Año       | Título original                        | Personaje                               | Observaciones                                   |
| --------- | -------------------------------------- | --------------------------------------- | ----------------------------------------------- |
| 1963      | Naked City                             | Victor Binks                            | Episodio: "Alive and Still a Second Lieutenant" |
| 1963      | The Defenders                          | Cliff Wakeman                           | 2 episodios                                     |
| 1966      | Summer Fun                             | Desconocido                             | Episodio: "Kwimpers of New Jersey"              |
| 1966      | NET Playhouse                          | Desconocido                             | Episodio: "A Sleep of Prisoners"                |
| 1966      | 12 O'Clock High                        | Capitán Karl Holtke                     | Episodio: "Graveyard"                           |
| 1966–1968 | Gunsmoke                               | Steven Downing / Cory / Petter Karlgren | 3 episodios                                     |
| 1967      | Coronet Blue                           | Peter Wicklow                           | Episodio: "The Rebels"                          |
| 1967      | N.Y.P.D.                               | Adam                                    | Episodio: "The Bombers"                         |
| 1968      | Cimarron Strip                         | Bill Mason                              | Episodio: "Without Honor"                       |
| 1991      | Chernobyl: The Final Warning           | Dr. Robert Gale                         | Telefilm                                        |
| 1992      | The Rainbow Warrior                    | Peter Willcox                           | Telefilm                                        |
| 1992      | The Last of His Tribe                  | Profesor Alfred Kroeber                 | Telefilm                                        |
| 1993      | Return to Lonesome Dove                | Capitán Woodrow F. Call                 | Miniserie                                       |
| 1994      | Seinfeld                               | Himself                                 | Episodio: "The Mom & Pop Store"                 |
| 1995      | The Tin Soldier                        | Yarik                                   | Telefilm; también director                      |
| 1995      | Convict Cowboy                         | Ry Weston                               | Telefilm                                        |
| 1998      | The Fixer                              | Jack Killoran                           | Telefilm; productor ejecutivo                   |
| 1999      | Noah's Ark                             | Noah                                    | Miniserie                                       |
| 2000      | The Princess & the Barrio Boy          | Desconocido                             | Telefilm; productor ejecutivo                   |
| 2001      | Uprising                               | Major General Jürgen Stroop             | Telefilm                                        |
| 2001      | Jack and the Beanstalk: The Real Story | Sigfriend 'Siggy' Mannheim              | Miniserie                                       |
| 2002      | Second String                          | Head Coach Chuck Dichter                | Telefilm                                        |
| 2003      | Jasper, Texas                          | Sheriff Billy Rowles                    | Telefilm                                        |
| 2004      | The Five People You Meet in Heaven     | Eddie                                   | Telefilm                                        |
| 2004      | The Karate Dog                         | Hamilton Cage                           | Telefilm                                        |
| 2005      | Pope John Paul II                      | John Paul II                            |                                                 |
| 2008      | 24: Redemption                         | Jonas Hodges                            | Telefilm                                        |
| 2009      | 24                                     | Jonas Hodges                            | Recurring guest role (season 7)                 |
| 2010      | Lone Star                              | Clint Thatcher                          | 2 episodios                                     |
| 2013–2020 | Ray Donovan                            | Mickey Donovan                          | Protagonista                                    |
| 2016      | J.L. Family Ranch                      | John Landsburg                          | Telefilm                                        |
| 2020      | J.L. Family Ranch: The Wedding Gift    | John Landsburg                          | Telefilm                                        |
| 2022      | Ray Donovan: The Movie                 | Mickey Donovan                          | Telefilm                                        |

### Como guionista
- Lookin' to Get Out (1982). De Hal Ashby

## Premios y distinciones
Premios Óscar
| Año  | Categoría              | Película        | Resultado |
| ---- | ---------------------- | --------------- | --------- |
| 1969 | Mejor Actor            | Midnight Cowboy | Nominado  |
| 1979 | Mejor Actor            | El regreso      | Ganador   |
| 1986 | Mejor Actor            | Runaway Train   | Nominado  |
| 2002 | Mejor Actor de Reparto | Alí             | Nominado  |

Globos de Oro
| Año  | Categoría                                        | Película         | Resultado |
| ---- | ------------------------------------------------ | ---------------- | --------- |
| 2014 | Mejor de reparto de serie, miniserie o telefilme | Ray Donovan      | Ganador   |
| 2002 | Mejor Actor de Reparto                           | Alí              | Nominado  |
| 1998 | Mejor Actor de Reparto                           | Legítima defensa | Nominado  |
| 1986 | Mejor Actor - Drama                              | Runaway Train    | Ganador   |
| 1980 | Mejor Actor - Drama                              | El campeón       | Nominado  |
| 1979 | Mejor Actor - Drama                              | Coming Home      | Ganador   |
| 1973 | Mejor Actor - Drama                              | Deliverance      | Nominado  |
| 1970 | Nueva Estrella del Año - Actor                   | Midnight Cowboy  | Ganador   |

BAFTA
| Año  | Categoría     | Película        | Resultado |
| ---- | ------------- | --------------- | --------- |
| 1970 | Nueva promesa | Midnight Cowboy | Ganador   |

Festival Internacional de Cine de Cannes
| Año  | Categoría              | Película    | Resultado |
| ---- | ---------------------- | ----------- | --------- |
| 1978 | Gran Premio del Jurado | Coming Home | Ganador   |

## Otros datos
Donald Trump nombra a Sylvester Stallone, Mel Gibson y Jon Voight, desde lunes, 20 de enero de 2025 es representantes (diplomático) del gobierno de los Estados Unidos en la industria del cine, televisión... de Hollywood.